# Fairchild Channel F
Fairchild Channel F – konsola gier wideo z systemem programowania, która ukazała się na rynku w 1976 roku, pierwsza konsola zaliczana do 2 generacji. Do konsoli podłączało się kartridże, które były wyposażone w pamięć ROM oraz kod mikroprocesora. Konsola zawierała przycisk „Hold”, który umożliwiał zatrzymanie gry, możliwa była również zmiana prędkości gry bez utraty wyników. Do konsoli dodawano charakterystyczny ośmioosiowy dżojstik, którego ruchomy drążek mógł być także wciskany lub wyciągany.
Fairchild udostępnił dwadzieścia sześć kartridżów na ten system, na każdym kartridżu znajdowały się po cztery gry. Były to m.in. gry sportowe, takie jak hokej, tenis i baseball oraz gry edukacyjne zawierające zagadki czy łamigłówki matematyczne. 
Fairchild Channel F był pierwszą konsolą obsługującą wymienialne kartridże, rozwiązanie opracowane przez zespół Jerry'ego Lawsona.